# .jp
.jp este un domeniu de internet de nivel superior, pentru Japonia (ccTLD).